# Station Zedelgem
Het station Zedelgem is een spoorwegstation langs spoorlijn 66 (Brugge - Kortrijk) in De Leeuw, een gehucht van de Belgische gemeente Zedelgem.
De halte ligt aan een spoorwegovergang met de Ruddervoordestraat (N368). Tot in 2020 lagen de twee perrons aan dezelfde, zuidelijke kant van die straat, het station ten noorden. In 2020 werd het perron richting Brugge aan de andere kant van de overweg geplaatst, zodat de overweg sneller vrij kan komen.
Tijdens de Eerste Wereldoorlog was er vanaf dit station een tramlijn die in Zedelgem dorp aansloot op de Tramlijn (Brugge - Leke). Het station speelde een rol in de ontwikkeling van de industrie in de omgeving, zoals de maaidorserfabrieken Claeys (later New Holland en tegenwoordig CNH).
Sinds 5 juli 2013 zijn de loketten in dit station gesloten en is het een stopplaats. Voor de aankoop van allerlei vervoerbewijzen kan men terecht aan de biljettenautomaat. De wachtzaal bleef wel nog enige tijd toegankelijk. Het stationsgebouw met bijhorend dienstgebouw werd in 2017 te koop aangeboden.
In 2020 werden de perrons vernieuwd en integraal toegankelijk gemaakt. Dit wil zeggen dat de perrons een hoogte van 76 cm hebben, beschikken over blindegeleidetegels, een toegankelijke ticketautomaat en beide perrons toegankelijk zijn met toegangshellingen en/of liften. Hier gaat het om het eerste. Daarnaast werden ook de verlichting en de omroepinstallatie vernieuwd.

## Galerij

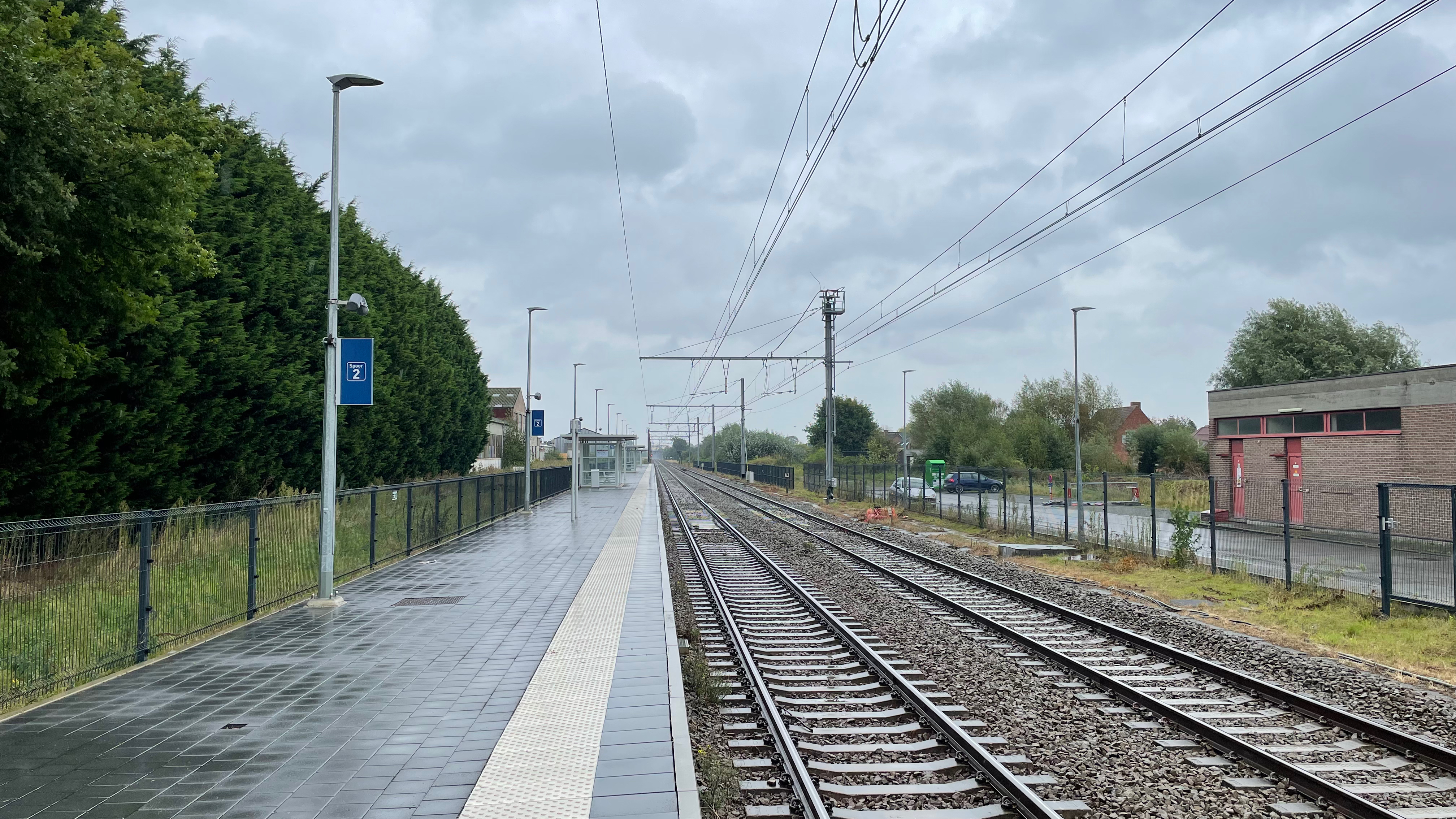
Zicht op het perron
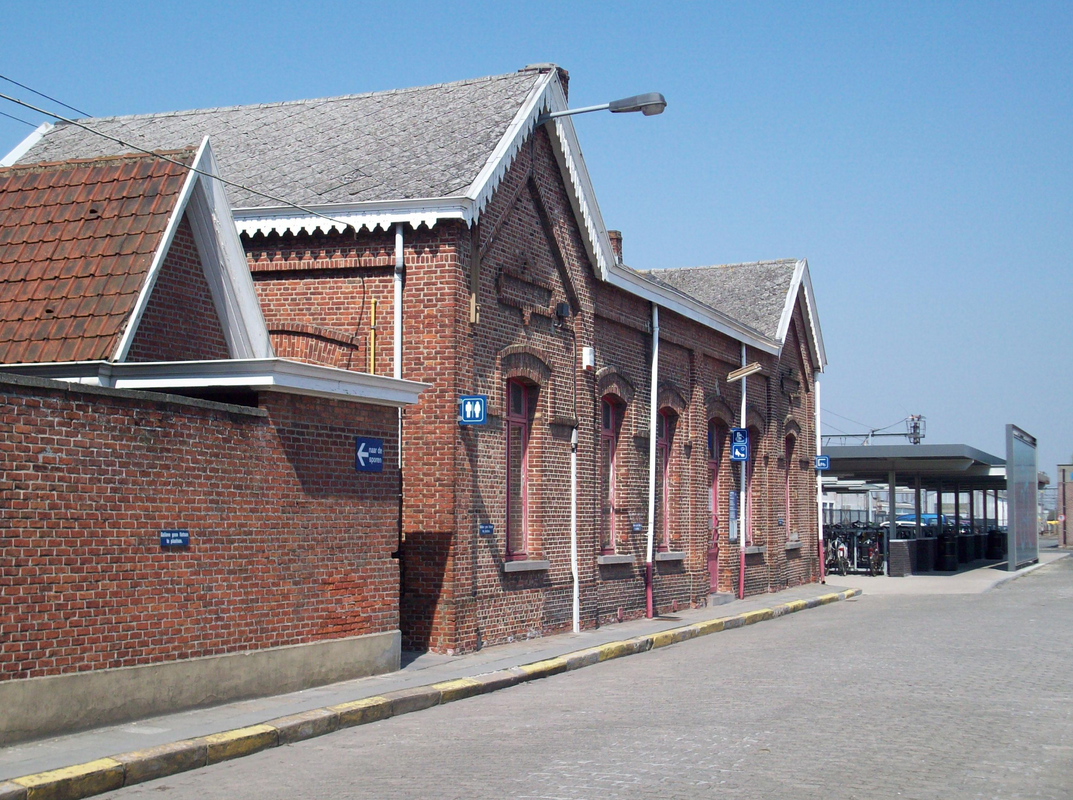
Voorzijde stationsgebouw
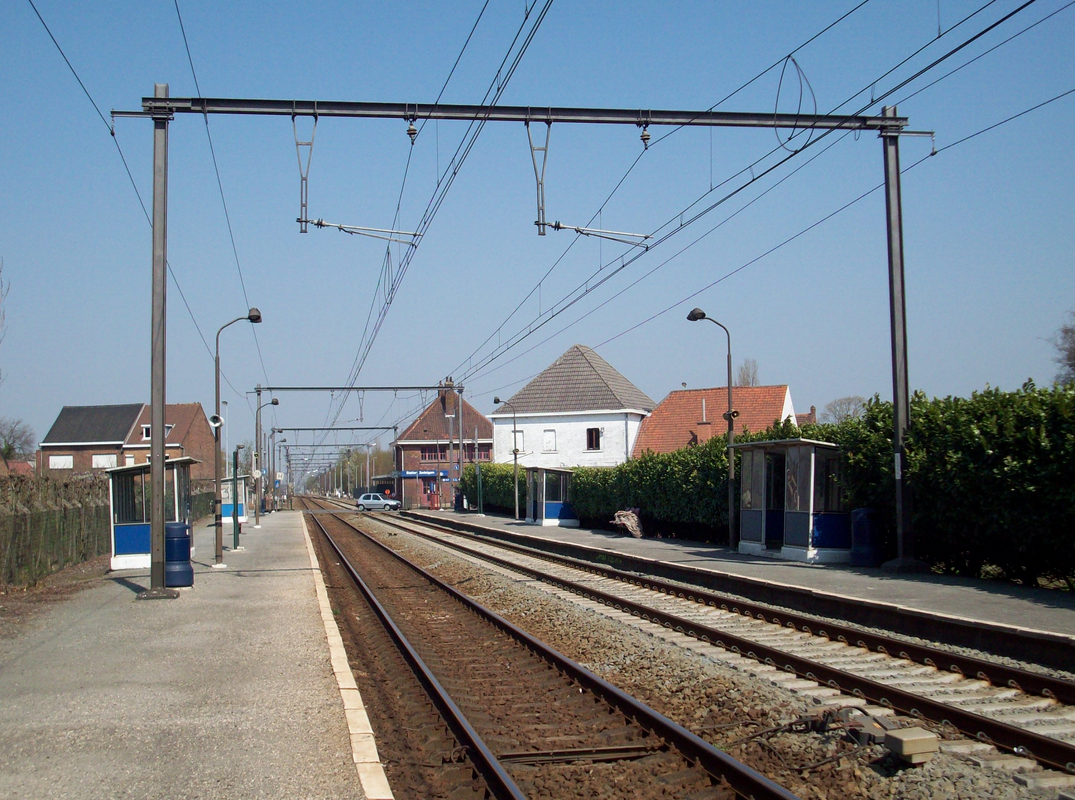
Zicht op de perrons
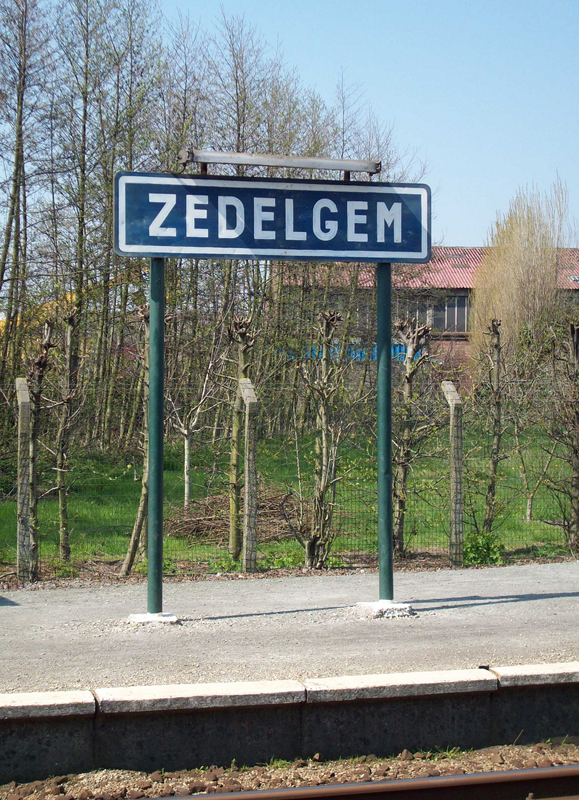
Naambord station Zedelgem
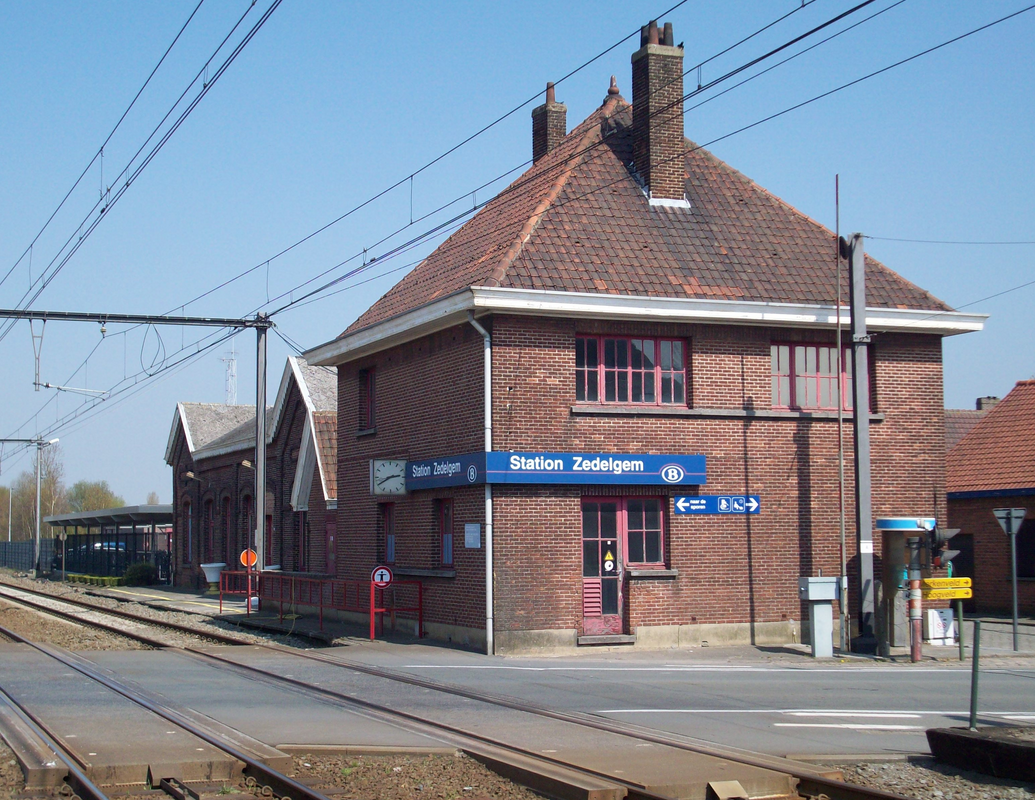

## Treindienst
| Serie | Treinsoort       | Route | Bijzonderheden                                                         |
| ----- | ---------------- | --- | ---------------------------------------------------------------------- |
| IC 12 | Intercity (NMBS) | [ Oostende – Brugge – Zedelgem – ] Kortrijk – Gent-Sint-Pieters – Brussel-Zuid – Luik-Guillemins – Welkenraedt | Rijdt alleen op werkdagen. Eerste en laatste ritten van/naar Oostende. |
| IC 23 | Intercity (NMBS) | Brussels Airport-Zaventem – Brussel-Zuid – Kortrijk – Zedelgem – Brugge – Oostende                             | Stopt in het weekend bijkomend in Munkzwalm.                           |
| IC 32 | Intercity (NMBS) | [ Oostende – ] Brugge – Zedelgem – Lichtervelde – Kortrijk                                                     | Tijdens de spits van/naar Oostende.                                    |

## Reizigerstellingen
De grafiek en tabel geven het gemiddeld aantal instappende reizigers weer op een week-, zater- en zondag.
| Tabel: aantal instappende reizigers station Zedelgem | Tabel: aantal instappende reizigers station Zedelgem | Tabel: aantal instappende reizigers station Zedelgem | Tabel: aantal instappende reizigers station Zedelgem |
|                                                      | Weekdag                                              | Zaterdag                                             | Zondag                                               |
| ---------------------------------------------------- | ---------------------------------------------------- | ---------------------------------------------------- | ---------------------------------------------------- |
| 1977                                                 | 535                                                  | 23                                                   | 17                                                   |
| 1978                                                 | 398                                                  | 21                                                   | 23                                                   |
| 1979                                                 | 442                                                  | 43                                                   | 39                                                   |
| 1980                                                 | 468                                                  | 45                                                   | 50                                                   |
| 1981                                                 | 533                                                  | 70                                                   | 82                                                   |
| 1982                                                 | 571                                                  | 49                                                   | 38                                                   |
| 1983                                                 | 966                                                  | 86                                                   | 72                                                   |
| 1984                                                 | 733                                                  | 63                                                   | 51                                                   |
| 1985                                                 | 520                                                  | 35                                                   | 55                                                   |
| 1986                                                 | 342                                                  | 120                                                  | 56                                                   |
| 1987                                                 | 344                                                  | 49                                                   | 49                                                   |
| 1988                                                 | 548                                                  | 46                                                   | 59                                                   |
| 1989                                                 | 461                                                  | 77                                                   | 99                                                   |
| 1990                                                 | 571                                                  | 108                                                  | 146                                                  |
| 1991                                                 | 794                                                  | 128                                                  | 150                                                  |
| 1992                                                 | 563                                                  | 109                                                  | 164                                                  |
| 1993                                                 | 675                                                  | 142                                                  | 137                                                  |
| 1994                                                 | 646                                                  | 157                                                  | 138                                                  |
| 1995                                                 | 497                                                  | 82                                                   | 120                                                  |
| 1996                                                 | 429                                                  | 66                                                   | 83                                                   |
| 1997                                                 | 413                                                  | 52                                                   | 57                                                   |
| 1998                                                 | 454                                                  | 77                                                   | 90                                                   |
| 1999                                                 | 472                                                  | 67                                                   | 90                                                   |
| 2000                                                 | 387                                                  | 92                                                   | 98                                                   |
| 2001                                                 | 371                                                  | 102                                                  | 75                                                   |
| 2002                                                 | 339                                                  | 73                                                   | 86                                                   |
| 2003                                                 | 299                                                  | 64                                                   | 64                                                   |
| 2004                                                 | 265                                                  | 68                                                   | 115                                                  |
| 2005                                                 | 307                                                  | 72                                                   | 105                                                  |
| 2006                                                 | 309                                                  | 86                                                   | 86                                                   |
| 2007                                                 | 344                                                  | 85                                                   | 126                                                  |
| 2008                                                 | -                                                    | -                                                    | -                                                    |
| 2009                                                 | 397                                                  | 106                                                  | 114                                                  |
| 2010                                                 | -                                                    | -                                                    | -                                                    |
| 2011                                                 | -                                                    | -                                                    | -                                                    |
| 2012                                                 | 409                                                  | 98                                                   | 102                                                  |
| 2013                                                 | 434                                                  | 89                                                   | 114                                                  |
| 2014                                                 | 386                                                  | 112                                                  | 137                                                  |
| 2015                                                 | 531                                                  | 97                                                   | 140                                                  |
| 2016                                                 | 493                                                  | 143                                                  | 182                                                  |
| 2017                                                 | 568                                                  | 122                                                  | 123                                                  |
| 2018                                                 | 592                                                  | 146                                                  | 167                                                  |
| 2019                                                 | 599                                                  | 123                                                  | 139                                                  |
| 2020                                                 | 341                                                  | 128                                                  | 248                                                  |
| 2021                                                 | -                                                    | -                                                    | -                                                    |
| 2022                                                 | 635                                                  | 145                                                  | 181                                                  |
| 2023                                                 | 636                                                  | 315                                                  | 370                                                  |
| 2024                                                 | 715                                                  | 216                                                  | 176                                                  |

0: Brugge ·
3,2: Sint-Michiels ·
7,2: Loppem ·
10,8: Zedelgem ·
12,9: Veldegem ·
18,9: Torhout ·
23,7: Lichtervelde ·
27,1: Gits ·
29,7: Beveren (Roeselare) ·
32,4: Roeselare ·
34,8: Rumbeke ·
36,7: Kachtem ·
39,3: Izegem ·
42,4: Ingelmunster ·
45,6: Lendelede ·
47,2: Sint-Katerine ·
50,2: Heule ·
51,0: Heule-Leiaarde ·
54,5: Kortrijk